# Exterminator 2
Exterminator 2 es una película de acción de 1984, escrita y dirigida por Mark Buntzman y protagonizada por Robert Ginty y Mario Van Peebles. Es la secuela de la película de 1980, The Exterminator.

## Reparto
- Robert Ginty: John Eastland
- Mario Van Peebles: X
- Deborah Geffner: Caroline
- Frankie Faison: Be Gee
- Scott Randolf: Ojos
- Reggie Rock Bythewood: Araña
- Bruce Smolanoff: Red Hat
- David Buntzman: Mafioso
- Kenny Marino: Tony
- Derek Evans: Squealer
- Irwin Keyes: Monstruo
- Robert Louis King: Philo
- Arye Gross: Turbo